# Espen Olafsen
Espen Olafsen (Narvik, 27 gennaio 1965) è un allenatore di calcio ed ex calciatore norvegese, di ruolo centrocampista.

## Carriera
Nato a Narvik ma cresciuto a Fossestua, nel 1983 ha iniziato a giocare per il Mjølner. Nel 1988 è passato al Tromsø, debuttando nella massima divisione locale in data 1º maggio, schierato titolare nel pareggio per 1-1 maturato sul campo dello Djerv 1919. Ha totalizzato 7 presenze in campionato, in un biennio.
Nel 1990 ha fatto ritorno al Mjølner, mentre nel 1992 è stato in forza al Tromsdalen. Coinvolto in un incidente stradale a Tromsø, a seguito di questo episodio ha lasciato il calcio.
In seguito, ha lavorato per la Norges Toppidretts Gymnas (NTG) dal 1996 al 2003. Il 17 dicembre 2003 è stato reso noto che Olafsen avrebbe allenato il Fotballklubben Lyn Oslo, in Eliteserien, a partire dal 1º gennaio successivo, assieme ad Hans Knutsen. I due hanno condotto la squadra fino alla finale del Norgesmesterskapet 2004, persa contro il Brann. Olafsen ha lasciato l'incarico al termine della stagione.